# 张山镇
张山镇，原为张山乡，是中华人民共和国安徽省滁州市来安县下辖的一个乡镇级行政单位。2018年撤乡设镇。区划代码改为341122109。

## 行政区划
张山镇下辖以下地区：
长山国有林场生活区、桃花村、张山村、郭郢村、倒桥村、庞河村、仰山村、罗顶村、长山村和苟滩村。